# Василевка (Снигирёвский район)
Василевка (укр. Василівка) — село в Снигирёвском районе Николаевской области Украины.
Основано в 1736 году. Население по переписи 2001 года составляло 829 человек. Почтовый индекс — 57310. Телефонный код — 5162. С марта 2022 года, находится под контролем ВС РФ.

## История
В 1946 году указом ПВС УССР село Обидо-Васильевка переименовано в Васильевку.

## Местный совет
57310, Николаевская обл., Снигирёвский р-н, с. Василевка, ул. Шевченко, 32а